# 内大臣森林鉄道
内大臣森林鉄道（ないだいじんしんりんてつどう）とは、林野庁熊本営林局矢部営林署が国有林運搬のために熊本県上益城郡甲佐町の甲佐駅から熊本県下益城郡砥用町（現：美里町）を経て上益城郡矢部町（現：山都町）の貯木場までを結んでいた森林鉄道である。1967年に廃止された。使用されたディーゼル機関車が監物台樹木園に保存されている。

## 路線データ
- 路線距離（営業キロ）本線･支線を含め:53.341km[1]
- 軌間:762mm
- 駅数:6駅（廃止時点、起終点駅含む）
- 複線区間:なし（全線単線）
- 電化区間:なし（全線非電化）
- 閉塞方式:

## 歴史

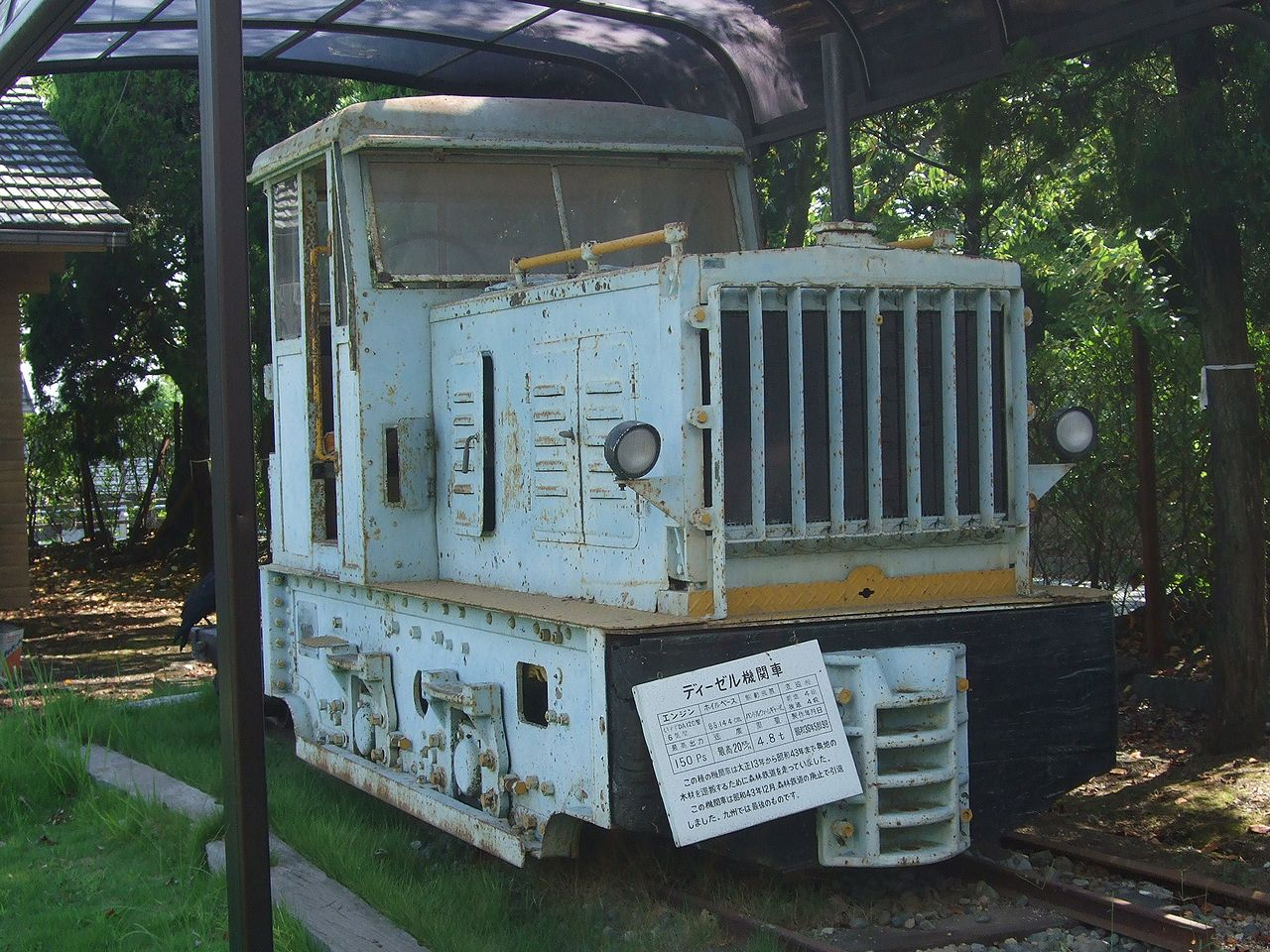
監物台樹木園に保存されている4.8tディーゼル機関車

- 1915年（大正4年）:本線21.3キロ、小松谷支線0.4キロ開業。
- 1924年（大正13年）:アメリカ製ガソリン気動車を導入。
- 1926年（大正15年）:鴨猪谷支線14.8キロが開業。
- 1937年（昭和12年）:5.5tの蒸気機関車を導入。
- 1950年（昭和25年）:北谷内支線1.2キロが開業。
- 1962年（昭和37年）:軌道廃止。
  - 使用されたディーゼル機関車（土佐造船1961年製）[2]が熊本市二の丸の監物台樹木園に保存されている。ホイールベースは88.144cm。